# Седиця
Седиця (біл. вёска Сядзіца) — село в складі Вілейського району Мінської області, Білорусь. Село підпорядковане В'язинській сільській раді, розташоване в північній частині області.